# Bicyclus anynana
Bicyclus anynana là một loài bướm ngày thuộc họ Nymphalidae. Nó được tìm thấy ở Zimbabwe, Mozambique, KwaZulu-Natal, from Swaziland to Ethiopia, miền nam Somalia, Kenya, Uganda, miền đông Zaire, the Comoros và Socotra.

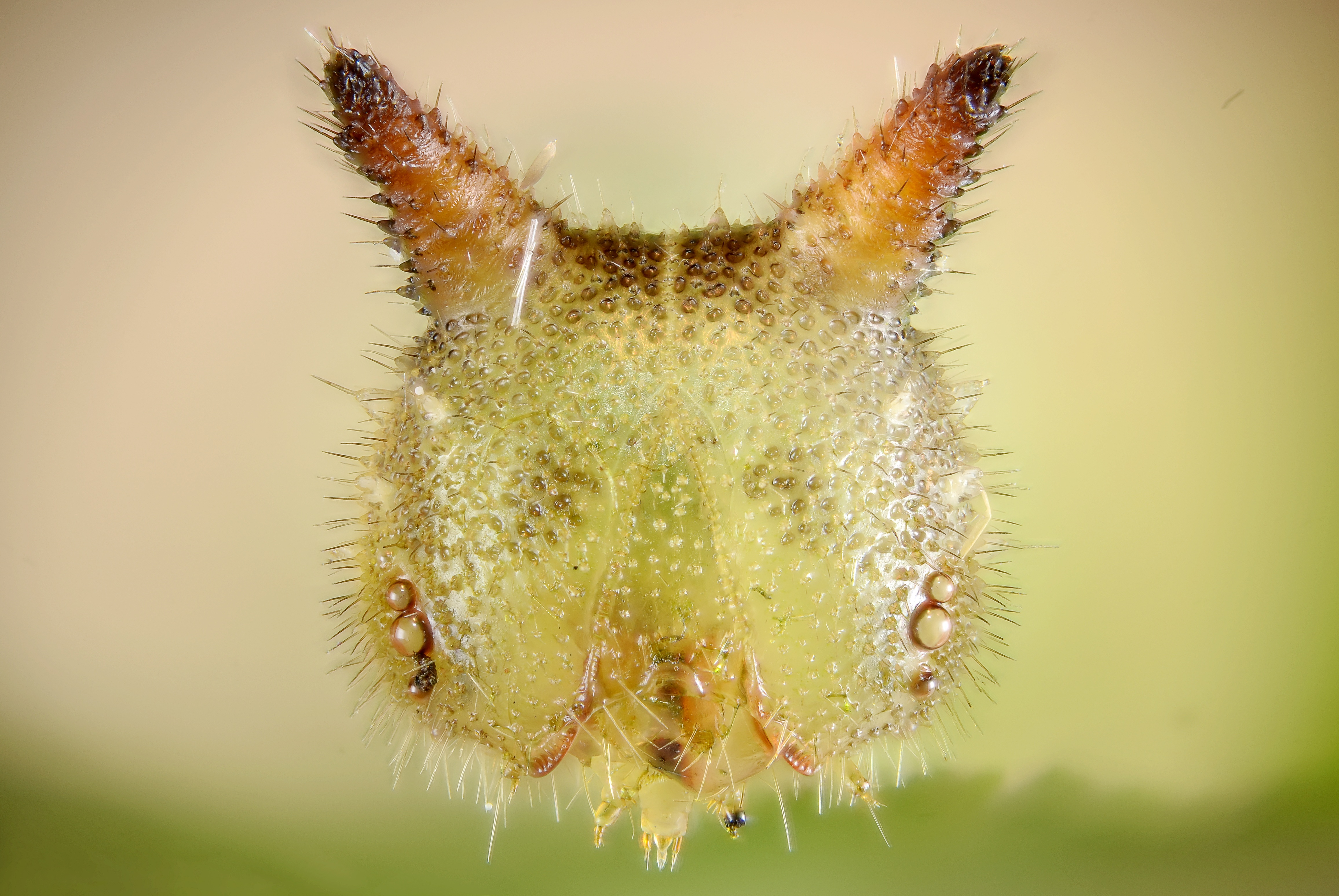
Head of the caterpillar

Sải cánh dài 35–40 mm đối với con đực và 49-45 đối với con cái. There are two extended generations per year. The wet season form is on wing in spring và summer và the dry season form in autumn và winter
Ấu trùng ăn various Poaceae species. Ấu trùng ăn Ehrharta erecta.

## Phụ loài
- Bicyclus anynana anynana (Kenya to Tanzania, Zambia, Malawi, Mozambique, Rhodesia, Botswana, South Africa, Comoro Islands)
- Bicyclus anynana centralis Condamin, 1968 (Uganda, miền nam Zaire, miền đông Zaire, miền bắc Angola)
- Bicyclus anynana socotrana (Butler, 1881) (Socotra Island)

## Hình ảnh

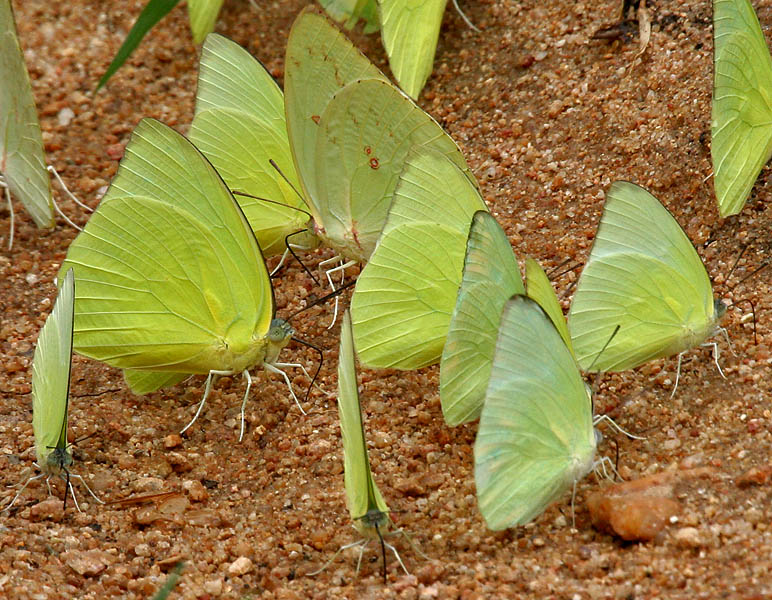
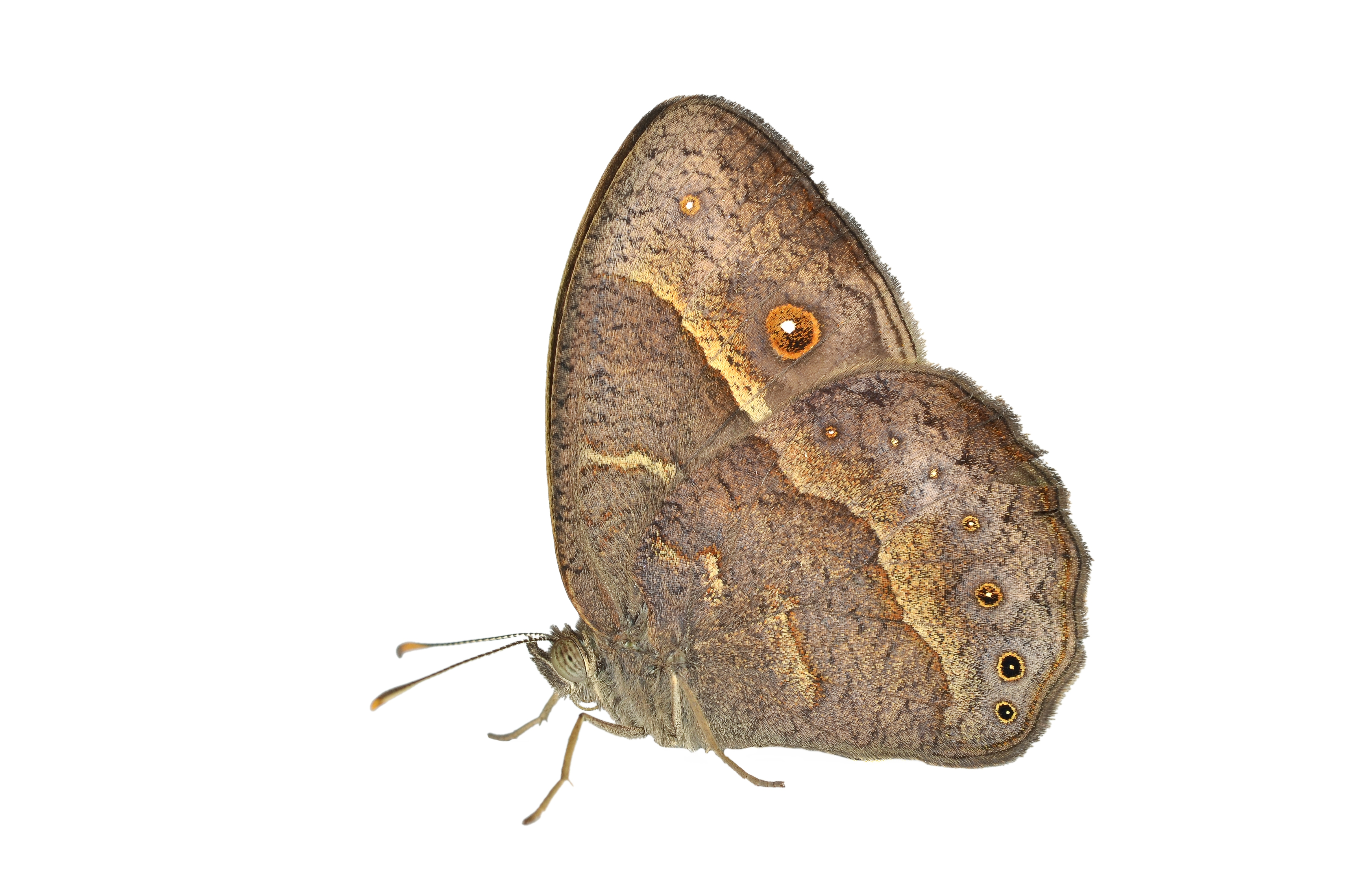
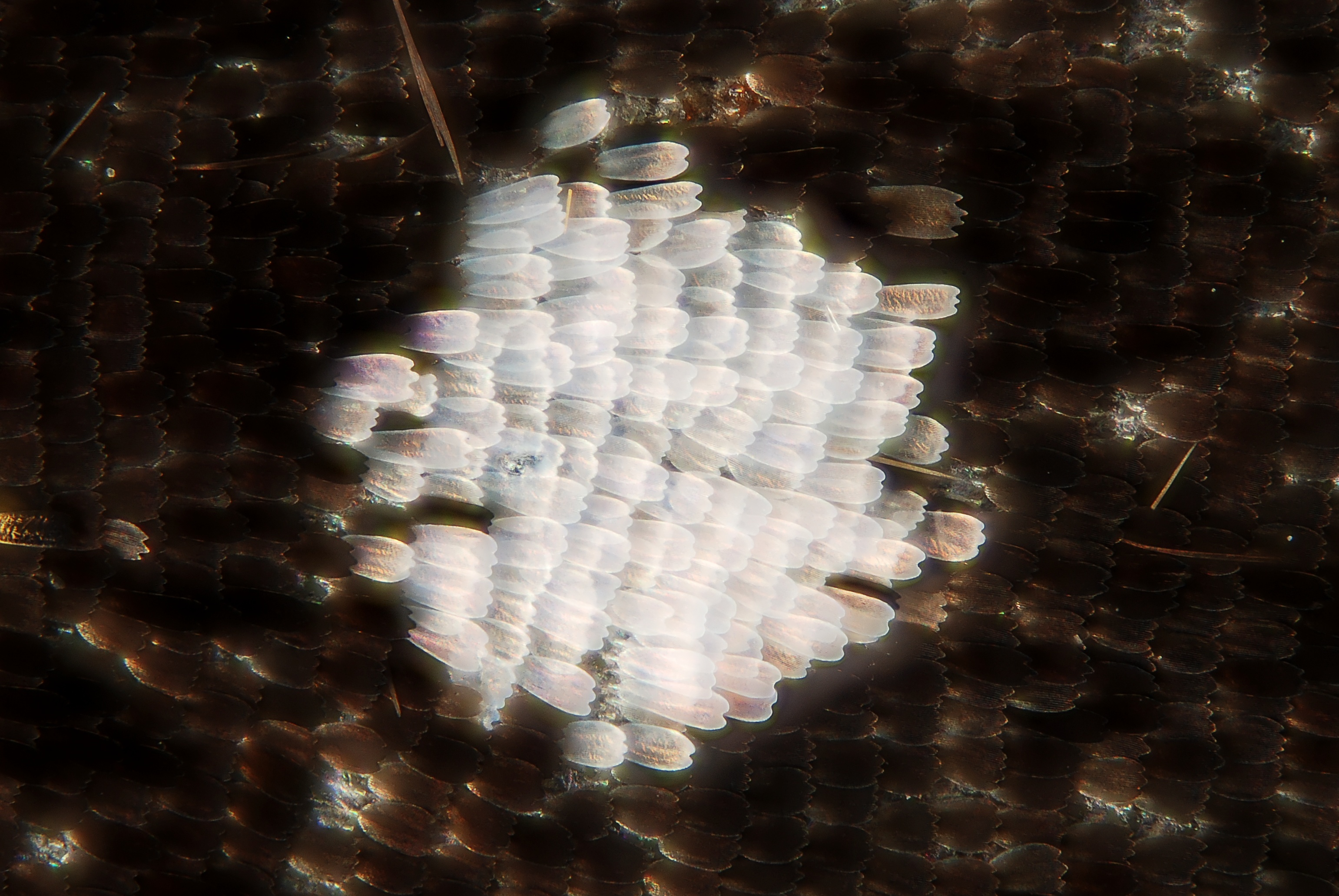